# 雷蒙·紐尼斯
雷蒙·費蘭度·紐尼斯·雷耶斯（西班牙語：Ramón Fernando Núñez Reyes，1985年11月14日—），簡稱雷蒙·紐尼斯（西班牙語：Ramón Núñez），出生於德古斯加巴，是一名洪都拉斯足球運動員，司職中場，現被列斯聯外借至斯肯索普效力。

## 早年生涯
紐尼斯在美國長大，1990年代初跟爸爸以投資者簽證移民美國，並於德州達拉斯的沃倫特拉維斯韋治高中畢業。他在2004年美職選秀會，他被達拉斯燃燒以第6位選中。

## 職業生涯
在達拉斯燃燒（後改名為FC達拉斯）的首季，紐尼斯只得極有限的上陣機會，在8場賽事合共上陣107分鐘。在第二季季尾，他取得正選位置，並取得5個聯賽入球及3個助攻。再次失去正選位置後，他在2007年8月被賣到美國芝華士，在芝華士他乃未能得到機會，在季尾被放棄。
不久之後，紐尼斯回到祖國洪都拉斯效力CD奧林比亞 ，他共上陣34場射入3球。他成為奧林比亞的核心球員，主要擔任進攻中場，他成為球隊的進攻核心，且錄得不少助攻。無論在球會還是國家隊，都保持不俗的演出，因此墨超球會普埃布拉借用他6個月，他更穿上10號球衣。
2009年2月18日，紐尼斯為普埃布拉攻入首球，這場對帕丘卡的賽事，他第5次替球隊上陣，亦是首次正選上陣，他的入球助球隊逼和對手2-2。
2月21日對查古亞列斯再次入球，他射入的十二碼助球隊以1-0小勝。
第3個入球是他在對聖路易斯時射入的12碼，這場是他第10次代表普埃布拉。
在整季他共為普埃布拉攻入5球，以及貢獻5次助攻，為球隊取得聯賽第5名。
紐尼斯在2009/10球季轉會至藍十字。在中北美洲及加勒比海聯賽冠軍盃，他射入2球。一球對哥倫布機員，另一球是對薩普里薩射入的。在半季他只能當後備，後期更連打季後賽的資格也失去。這是因為他因慶祝洪都拉斯國家足球隊打進2010年世界盃決賽週而缺席一場藍十字的重要比賽。
2010年8月11日，紐尼斯前往列斯聯試訓，並在季前預備組友賽以3-1的比分擊敗當地球會布拉德福德公園大街的賽事中處子上陣。其後，他的表現使領隊西蒙·加利臣留下深刻印象，他的試訓期亦因而延長一週。8月31日，他正式加盟列斯聯。他於10月取得兩場後補上陣機會後，於2011年1月12日獲球會續約至球季結束，並有一年優先續約權。3月24日紐尼斯被借用到另一支英冠球隊斯肯索普，初步為期1個月。4月2日首次披甲作客0-6大敗於诺里奇城腳下；4月16日作客對水晶宮，紐尼斯射入登陸英格蘭後首個入球，協助球隊2-1擊敗競爭對手，重燃護級希望。4月19日斯肯索普延長借用紐尼斯直至球季結束。

## 國家隊
紐尼斯是洪都拉斯U20代表隊成員，曾代表U20隊參戰2005年在荷蘭舉行的世青盃賽事。其後在2006年10月，紐尼斯首次被徵召進洪都拉斯國家隊。2007年9月9日首次代表洪都拉斯上陣，在對哥斯達黎加時後備入替。在被領隊連拿度·魯達徵召參戰2010年世界盃外圍賽後，他獲得兩次上陣機會（分別是第二次和第三次代表國家隊）。在2008年9月6日洪都拉斯對加拿大，他為球隊梅開二度，助球隊以2-1反勝對手。四日後對牙買加時再次入球，助球隊擊敗對手2-0。

### 國際賽入球
| # | 日期       | 地點                       | 對賽球隊 | 入球  | 賽果  | 競賽               |
| - | ---------- | -------------------------- | -------- | ----- | ----- | ------------------ |
| 1 | 2008-09-06 | 加拿大 蒙特利爾 沙普度球場 | 加拿大   | 1 – 1 | 2 – 1 | 2010年世界盃外圍賽 |
| 2 | 2008-09-06 | 加拿大 蒙特利爾 沙普度球場 | 加拿大   | 2 – 1 | 2 – 1 | 2010年世界盃外圍賽 |
| 3 | 2008-09-10 | 洪都拉斯 SPS 奧林匹克球場  | 牙买加   | 1 – 0 | 2 – 0 | 2010年世界盃外圍賽 |

## 外部連結
- 足球数据库：雷蒙·紐尼斯的球员统计数据
- 列斯聯官網數據